# Leucospis hopei
Leucospis hopei är en stekelart som beskrevs av John Obadiah Westwood 1834. Leucospis hopei ingår i släktet Leucospis och familjen Leucospidae. Inga underarter finns listade i Catalogue of Life.